# Caroline Bliss
Caroline Bliss, född 12 juli 1961 i Storbritannien, är en brittisk skådespelerska. Hon är känd för att ha spelat Miss Moneypenny i två James Bond-filmer; Iskallt Uppdrag (1987) och Tid för hämnd (1989), det vill säga de två filmer i vilka Timothy Dalton spelade huvudrollen. Hon tog över rollen efter Lois Maxwell som spelat Moneypenny sedan den första Bondfilmen. Efter Tid för hämnd var det en lucka på flera år innan GoldenEye (1995) och rollen som Moneypenny gick då till Samantha Bond.
Förutom sina två Bondfilmer har Bliss medverkat i ett antal tv-filmer, bland annat har hon porträtterat lady Diana Spencer i tv-filmen Charles & Diana: A Royal Love Story från 1982.

## Filmografi
- 1983 – Schack matt 3. Sprickan i muren (TV-serie) – Polly Epton
- 1987 – Iskallt uppdrag – Miss Moneypenny
- 1989 – Tid för hämnd – Miss Moneypenny